# Kapoho
Kapoho est une ancienne ville des États-Unis située dans le district de Puna, à Hawaï, à proximité du cap Kumukahi, le point le plus oriental de l'île d'Hawaï. Son bourg principal est détruit début 1960 au cours d'une éruption volcanique du Kīlauea. Depuis, Kapoho est composé des hameaux de Koaʻe et de Kapoho Beach. Kapoho Beach a été détruite lors de l'éruption volcanique de 2018.

## Géographie

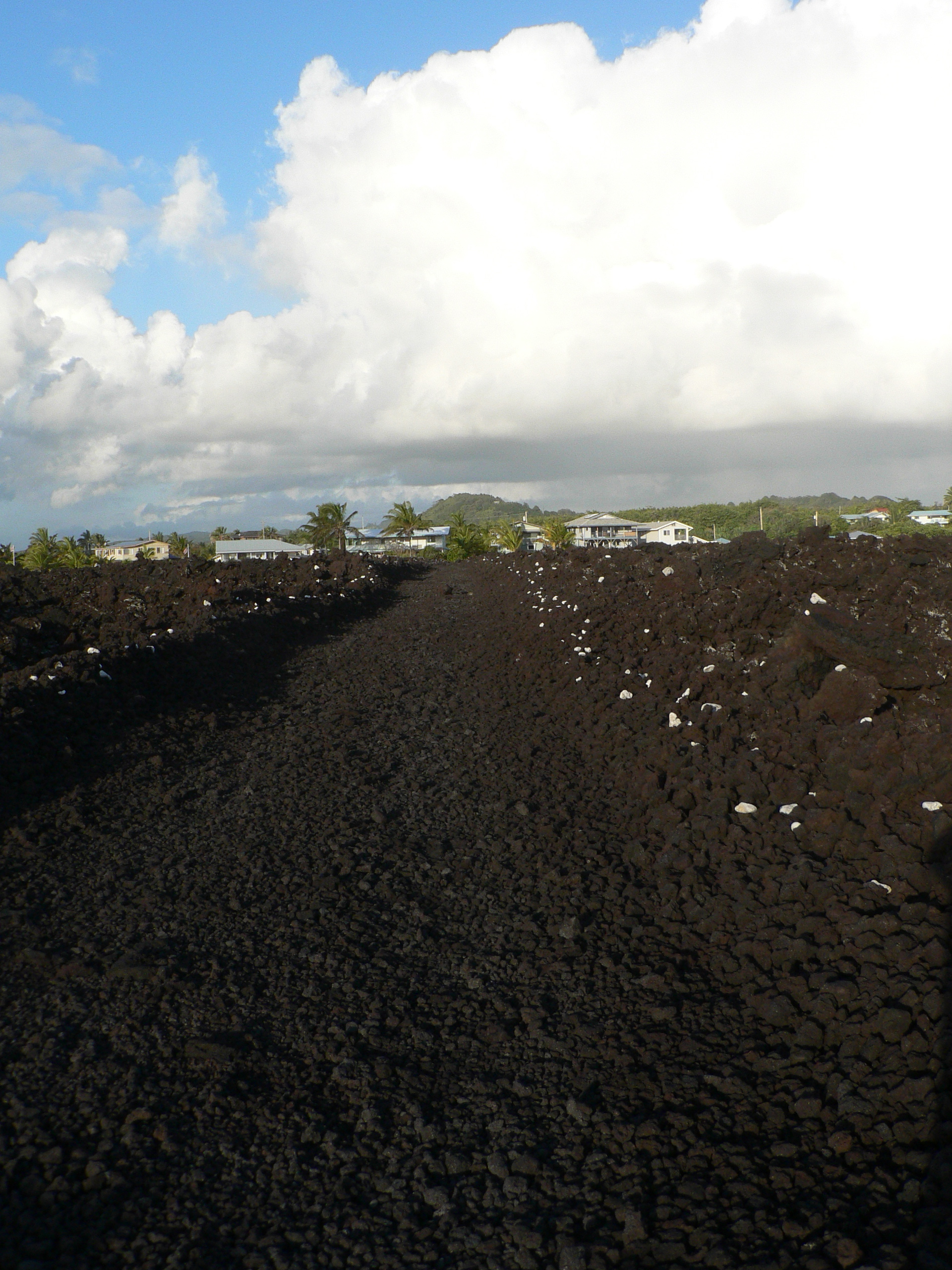
Vue de la coulée de lave en 2010 à travers laquelle une piste menant à Kapoho Beach a été aménagée.

Le site de Kapoho est situé aux États-Unis, dans le Sud-Est de l'archipel, de l'île et de l'État d'Hawaï. Administrativement, elle se trouve dans le district de Puna du comté d'Hawaï. Kapoho est une populated place, un lieu habité non incorporé ne faisant partie d'aucune place. Par conséquent, Kapoho n'a aucune frontière administrative du point de vue du droit américain bien qu'elle en ait une selon la tradition hawaïenne.
La ville s'étendait au pied du Kīlauea, à l'est de son sommet, le long du littoral de l'océan Pacifique juste à côté du cap Kumukahi, le point le plus oriental d'Hawaï, au sud-est de Hilo, la plus grande ville de l'île. Son altitude moyenne est de 46 mètres. Elle est accessible via les routes 132 et 137.
Depuis la destruction partielle de la localité en 1960 et notamment le bourg principal, Kapoho n'est plus composé que des quartiers de Koaʻe au nord et de Kapoho Beach au sud.

## Histoire

Carte de Kapoho avant l'éruption du 13 janvier 1960.

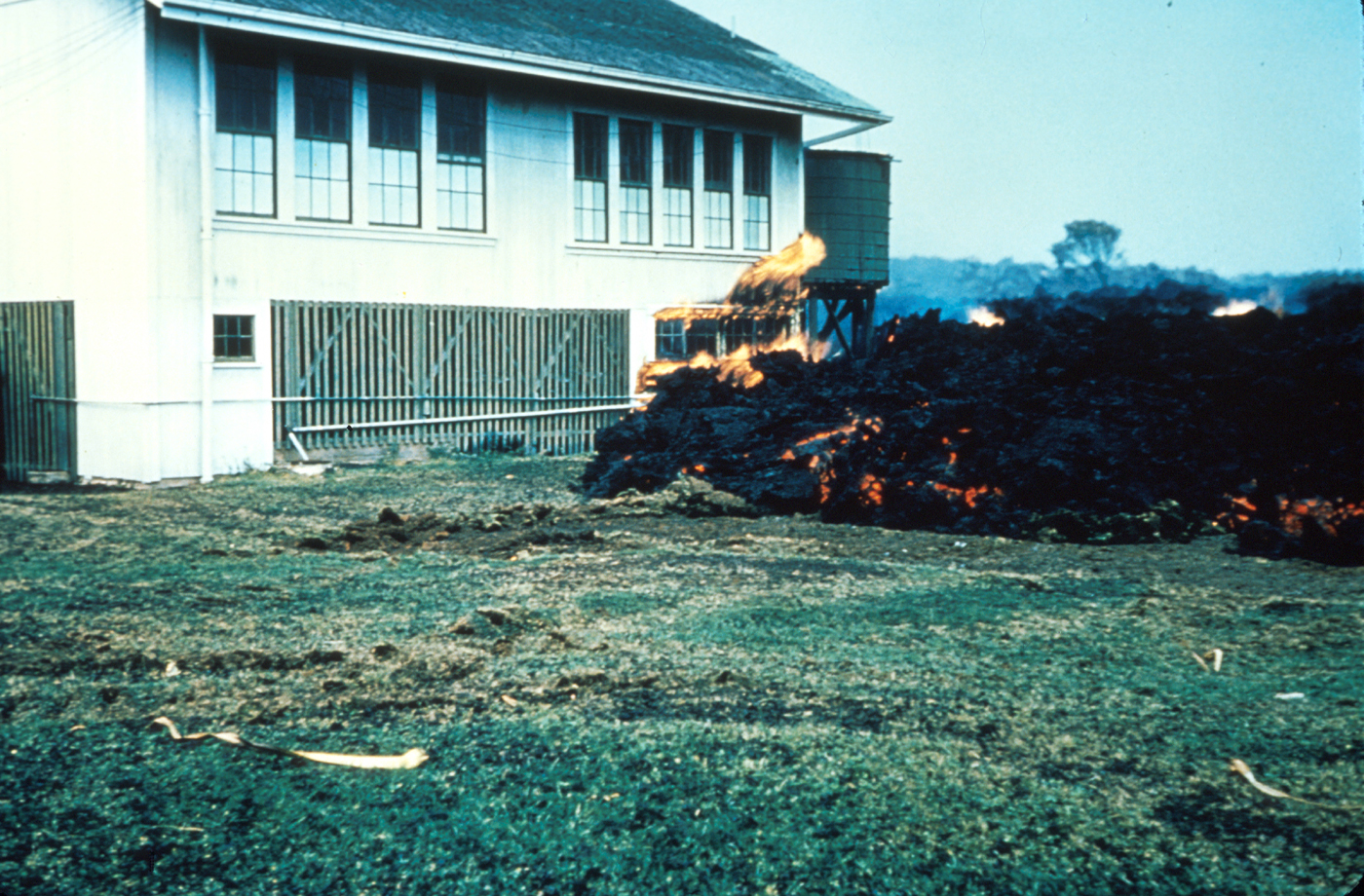
Destruction de l'école de Kapoho le 28 janvier 1960 par la coulée de lave.

Le bourg principal de Kapoho est peuplé d'environ 300 habitants lorsque début janvier 1960, le secteur est continuellement secoué par des séismes qui traduisent l'enfoncement du sol sous la forme d'un graben. Le 13 janvier, la population quitte spontanément son village juste avant l'apparition de fontaines de lave à quelques centaines de mètres au nord-ouest. Ces dernières vont alimenter une coulée qui va se diriger vers le nord-est, en progressant dans l'océan Pacifique. Dans un premier temps, les constructions sont épargnées, seule la route reliant le bourg principal au quartier de Koaʻe au nord est coupée dès les premières heures de l'éruption.
Le 18 janvier, la coulée de lave se met à se déplacer sur toute sa longueur en direction du sud. Kapoho, Kapoho Beach, l'école, le cimetière et les installations des garde-côtes dont le phare du cap Kumukahi sont menacés de destruction. Des digues en terre sont alors successivement mises en place au fur et à mesure qu'elles sont débordées, sans grand succès donc. Les premières destructions le sont à Koaʻe le 23 janvier et le 27 dans la soirée, en l'espace de seulement trente minutes, la quasi-totalité du bourg principal disparait sous la lave lorsque la coulée passe au-dessus de l'une des digues. L'école et le cimetière connaissent un sursis avant de subir le même sort le lendemain. Les dernières destructions seront celles des installations des garde-côtes le 2 février. La coulée de lave continuera sa course vers le sud mais s'arrêtera le 5 février aux portes de Kapoho Beach et frôlera le phare du cap Kumukahi.
Les bâtiments détruits ne seront pas reconstruits, seules les routes seront retracées sur leur emplacement d'origine. Depuis, Kapoho constitue l'un des endroits de cette partie de l'île d'Hawaï où l'immobilier est le plus cher, notamment dans le quartier de Kapoho Beach composé de villas.